# Erica numidica
Erica numidica är en ljungväxtart som först beskrevs av René Charles Maire, och fick sitt nu gällande namn av Angel María Romo och Borat. Erica numidica ingår i släktet klockljungssläktet, och familjen ljungväxter. Inga underarter finns listade i Catalogue of Life.